# Ruanda-Urundi
1923–1962
Entités précédentes :
- Afrique de l'Est allemande

Entités suivantes :
- Royaume du Burundi
- Ruanda

Le Ruanda-Urundi fait partie de l'empire colonial allemand ; auquel l'Allemagne, à l'époque l'Empire allemand, défaite à l'issue de la Première Guerre mondiale, doit renoncer lors de la conférence de Versailles en 1919. 
Il resta sous mandat puis sous tutelle belge jusqu'à l'indépendance du Rwanda et du Burundi en juillet 1962.

## Histoire
C'est à la Belgique que la Société des Nations confie en 1923 un mandat sur ce qui constituera plus tard le Rwanda et le Burundi. En 1925, ces territoires sont rattachés administrativement au Congo belge dont ils deviennent alors la septième province tout en conservant un statut conforme au mandat. La police coloniale y fut donc assurée de 1922 à 1962 par des détachements de la Force publique congolaise.
L'administration indirecte reposant sur l'aristocratie locale a renforcé, dans une assez grande ignorance, des rouages de la société indigène, composée dans les deux régions des ethnies Twa, Hutu et Tutsi, mais avec des structures très différentes.
Les futurs chefs sont formés aux écoles coloniales confiées à des missions catholiques belges. Des infrastructures sont mises en place ainsi qu'un plan de lutte contre les famines. Cependant, l'évangélisation énergique menée par les pères blancs, en éradiquant les traditions religieuses, changeait aussi la structure sociale.
Au Rwanda, en 1931, le Mwami Yuhi Musinga, qui refuse de se faire baptiser, est obligé de partir en exil dans l'actuelle république démocratique du Congo. La Belgique confie le pouvoir à son fils le Mwami Mutara Rudahigwa, converti au catholicisme. En 1956, Mutara Rudahigwa commence à revendiquer l'indépendance du pays auprès de l'Organisation des Nations unies.
Le 25 juillet 1959, Mutara Rudahigwa meurt dans des conditions mystérieuses. Kigeli V Ndahindurwa est alors placé au pouvoir par les conseillers de Mutara Rudahigwa. Avec le soutien de l'Église, les Hutu refusent cette succession. Ils veulent être intégrés au nouveau gouvernement. Des manifestations dégénèrent en révoltes après la rumeur de l'assassinat d'un homme politique hutu. Les Tutsi étant minoritaires, ils sont pourchassés et massacrés, le pays plonge alors en pleine guerre civile.
En 1960, l'ancien gouvernement de Kigeli, Ndahindurwa, quitte le pays pour l'Ouganda, ainsi que plus de 200 000 Tutsi.
En septembre 1961, un référendum est organisé et 80 % des votants se prononcent pour la mise en place d'une république. Le parti politique hutu Parmehutu obtient 78 % des sièges à l'Assemblée nationale du Rwanda. Le 26 octobre, Grégoire Kayibanda devient président de la république du Rwanda.
Le Conseil de tutelle des Nations unies insiste pour que la Belgique accorde l'indépendance au Rwanda, ainsi qu’au Burundi. C'est chose faite le 1er juillet 1962.

## Économie
Le territoire sous mandat belge a d'abord pour monnaie le franc congolais, de 1916, jusqu'en 1960 et l'indépendance du Congo belge qui devient la république du Congo. Le franc du Ruanda-Urundi le remplace jusqu'en 1964. En effet, après l'indépendance du Rwanda et du Burundi en 1962, le franc du Ruanda-Urundi a continué à circuler jusqu'en 1964, année où la monnaie a finalement été remplacée par deux monnaies nationales distinctes : le franc rwandais et le franc burundais.

## Administrateurs royaux
- Mwambutsa : 4
- Ntare : 5

### Commissaires royaux
- Justin Malfeyt (novembre 1916 - mai 1919)
- Alfred Frédéric Gérard Marzorati (mai 1919 - août 1926)

### Gouverneurs (gouverneurs généraux du Congo belge)
- Alfred Frédéric Gérard Marzorati (août 1926 - février 1929)
- Louis Joseph Postiaux (février 1929 - juillet 1930)
- Charles Henri Joseph Voisin (juillet 1930 - août 1932)
- Eugène Jungers (août 1932 - juillet 1946)
- Maurice Simon (juillet 1946 - août 1949)
- Léon Antoine Marie Pétillon (août 1949 - janvier 1952)
- Alfred Claeys-Boúúaert (janvier 1952 - mars 1955)
- Jean-Paul Harroy (mars 1955 - janvier 1962)